# LVF – Dante und Pietro Verri
Die LVF – Dante und Pietro Verri waren  Dampflokomotiven der Lombardisch-venetianischen Ferdinands-Bahn (LVF).
Die Maschinen wurden 1844 von der Lokomotivfabrik Meyer in Mülhausen geliefert.
Auffallend waren die sehr großen Treibräder.
Derselben Lieferung entstammten die beiden Lokomotiven VIRGILIO und CAVALIERI, die allerdings andere technische Daten (z. B. etwas kleinere Treibräder) hatten.
Bei der LVF erhielten die hier besprochenen Maschinen die Namen DANTE und PIETRO VERRI.
Als die LVF 1852 verstaatlicht wurde, kamen sie mit denselben Namen zur Lombardisch-venetianischen Staatsbahn (LVStB).